# Synema diana
Synema diana är en spindelart som först beskrevs av Jean Victor Audouin 1826.  Synema diana ingår i släktet Synema och familjen krabbspindlar. Inga underarter finns listade i Catalogue of Life.